# San Lorenzo (Guimaras)
San Lorenzo è una municipalità di quinta classe delle Filippine, situata nella provincia di Guimaras, nella regione del Visayas Occidentale.
San Lorenzo è formata da 12 baranggay:
- Aguilar
- Cabano
- Cabungahan
- Constancia
- Gaban
- Igcawayan
- M. Chavez
- San Enrique (Lebas)
- Sapal
- Sebario
- Suclaran
- Tamborong